# Przyjęcie

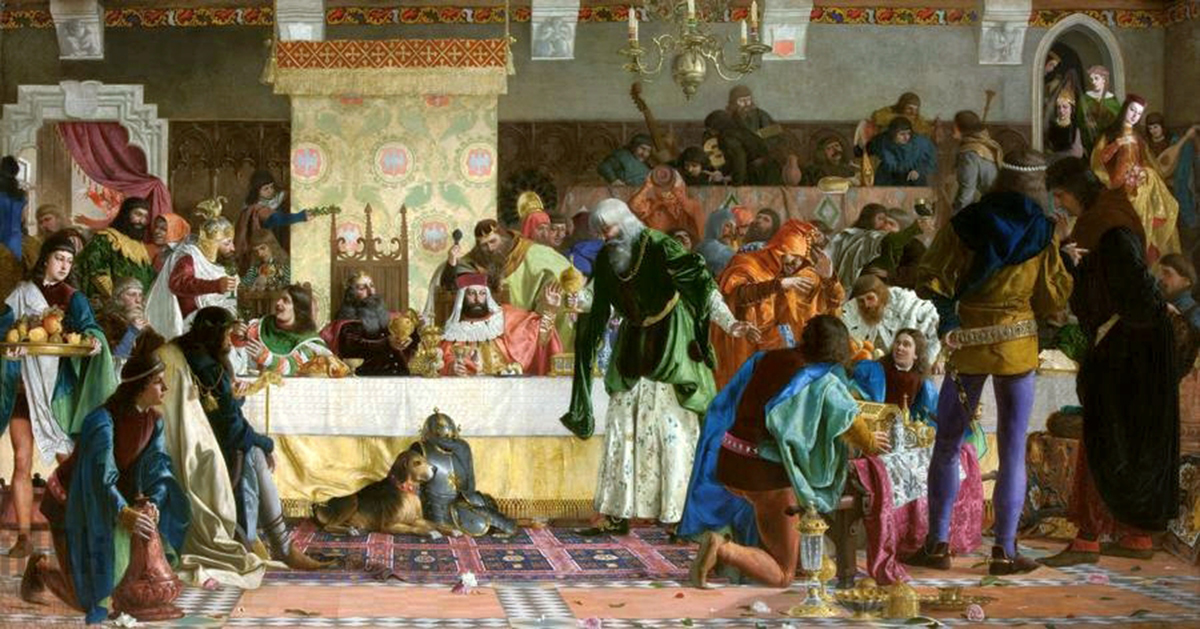
Przykład wystawnego przyjęcia – historyczna Uczta u Wierzynka (obraz olejny, Bronisław Abramowicz, 1876)

Przyjęcie – uroczysty posiłek zorganizowany specjalnie dla osób zaproszonych – gości. Przyjęcie zazwyczaj ma na celu uświetnienie ważnych wydarzeń lub okoliczności o charakterze oficjalnym lub prywatnym – mówimy wtedy o przyjęciu okolicznościowym. Duże i wystawne przyjęcie może być określane jako bankiet, biesiada lub uczta.